# Cueva marina de San Juan
Cueva marina de San Juan este o arie protejată (arie specială de conservare — SAC, sit de importanță comunitară — SCI) din Spania întinsă pe o suprafață de 0,78 ha, integral marine.

## Localizare
Centrul sitului Cueva marina de San Juan este situat la coordonatele 28°10′22″N 16°48′25″W / 28.1729°N 16.8069°V.

## Înființare
Situl Cueva marina de San Juan a fost declarat sit de importanță comunitară în octombrie 1999 pentru a proteja un număr necunoscut de specii din flora spontană și fauna sălbatică aflate în arealul zonei. Situl a fost protejat și ca arie specială de conservare în septembrie 2011.

## Biodiversitate
Situată în ecoregiunile  și marină macaroneziană, aria protejată conține 1 habitat natural: Peșteri marine scufundate complet sau parțial.
La baza desemnării sitului se află un număr nedeclarat de specii protejate.
Pe lângă speciile protejate, pe teritoriul sitului au mai fost identificate 1 specie de plante, 10 specii de nevertebrate.